# Crise Oka

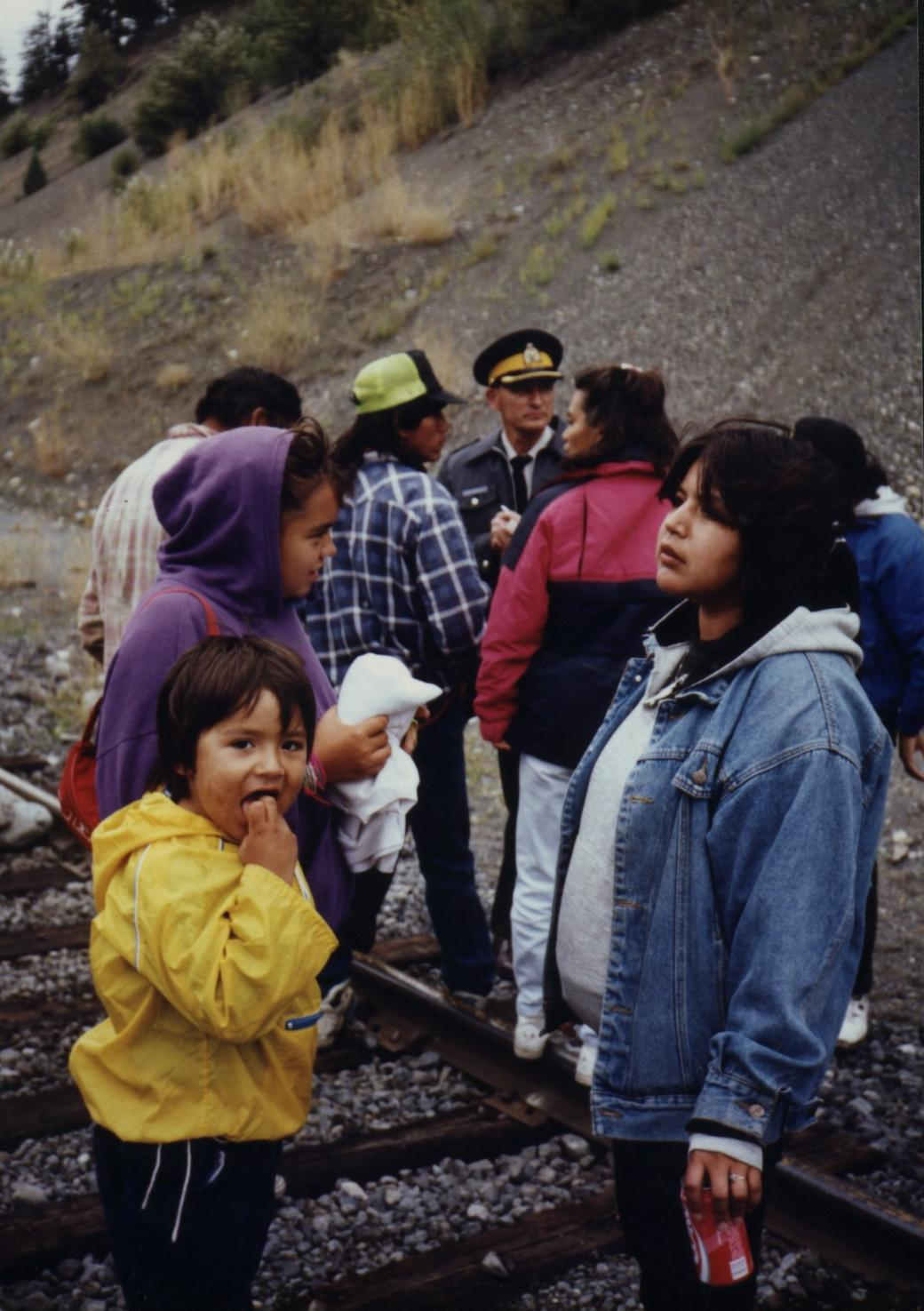

A Crise Oka foi uma disputa de terras entre a nação Mohawk e a cidade de Oka, Quebec, Canadá, que começou em 11 de julho de 1990. Durou até 26 de setembro de 1990. Pelo menos uma pessoa morreu em conseqüência. A disputa foi o primeiro de uma série de conflitos bem divulgada entre as Primeiras Nações e o governo canadense no final do século 20 que foram associados com a violência.